# 1014
Portal Geschichte | Portal Biografien | Aktuelle Ereignisse | Jahreskalender | Tagesartikel

◄ |
10. Jahrhundert |
11. Jahrhundert
| 12. Jahrhundert | ►

◄ |
980er |
990er |
1000er |
1010er
| 1020er | 1030er | 1040er | ►

◄◄ |
◄ |
1010 |
1011 |
1012 |
1013 |
1014
| 1015 | 1016 | 1017 | 1018 | ► | ►►
Staatsoberhäupter  · Nekrolog
| Januar | Januar | Januar | Januar | Januar | Januar | Januar | Januar |
| Kw     | Mo     | Di     | Mi     | Do     | Fr     | Sa     | So     |
| ------ | ------ | ------ | ------ | ------ | ------ | ------ | ------ |
| 53     |        |        |        |        | 1      | 2      | 3      |
| 1      | 4      | 5      | 6      | 7      | 8      | 9      | 10     |
| 2      | 11     | 12     | 13     | 14     | 15     | 16     | 17     |
| 3      | 18     | 19     | 20     | 21     | 22     | 23     | 24     |
| 4      | 25     | 26     | 27     | 28     | 29     | 30     | 31     |

| Februar | Februar | Februar | Februar | Februar | Februar | Februar | Februar |
| Kw      | Mo      | Di      | Mi      | Do      | Fr      | Sa      | So      |
| ------- | ------- | ------- | ------- | ------- | ------- | ------- | ------- |
| 5       | 1       | 2       | 3       | 4       | 5       | 6       | 7       |
| 6       | 8       | 9       | 10      | 11      | 12      | 13      | 14      |
| 7       | 15      | 16      | 17      | 18      | 19      | 20      | 21      |
| 8       | 22      | 23      | 24      | 25      | 26      | 27      | 28      |

| März | März | März | März | März | März | März | März |
| Kw   | Mo   | Di   | Mi   | Do   | Fr   | Sa   | So   |
| ---- | ---- | ---- | ---- | ---- | ---- | ---- | ---- |
| 9    | 1    | 2    | 3    | 4    | 5    | 6    | 7    |
| 10   | 8    | 9    | 10   | 11   | 12   | 13   | 14   |
| 11   | 15   | 16   | 17   | 18   | 19   | 20   | 21   |
| 12   | 22   | 23   | 24   | 25   | 26   | 27   | 28   |
| 13   | 29   | 30   | 31   |      |      |      |      |

| April | April | April | April | April | April | April | April |
| Kw    | Mo    | Di    | Mi    | Do    | Fr    | Sa    | So    |
| ----- | ----- | ----- | ----- | ----- | ----- | ----- | ----- |
| 13    |       |       |       | 1     | 2     | 3     | 4     |
| 14    | 5     | 6     | 7     | 8     | 9     | 10    | 11    |
| 15    | 12    | 13    | 14    | 15    | 16    | 17    | 18    |
| 16    | 19    | 20    | 21    | 22    | 23    | 24    | 25    |
| 17    | 26    | 27    | 28    | 29    | 30    |       |       |

| Mai | Mai | Mai | Mai | Mai | Mai | Mai | Mai |
| Kw  | Mo  | Di  | Mi  | Do  | Fr  | Sa  | So  |
| --- | --- | --- | --- | --- | --- | --- | --- |
| 17  |     |     |     |     |     | 1   | 2   |
| 18  | 3   | 4   | 5   | 6   | 7   | 8   | 9   |
| 19  | 10  | 11  | 12  | 13  | 14  | 15  | 16  |
| 20  | 17  | 18  | 19  | 20  | 21  | 22  | 23  |
| 21  | 24  | 25  | 26  | 27  | 28  | 29  | 30  |
| 22  | 31  |     |     |     |     |     |     |

| Juni | Juni | Juni | Juni | Juni | Juni | Juni | Juni |
| Kw   | Mo   | Di   | Mi   | Do   | Fr   | Sa   | So   |
| ---- | ---- | ---- | ---- | ---- | ---- | ---- | ---- |
| 22   |      | 1    | 2    | 3    | 4    | 5    | 6    |
| 23   | 7    | 8    | 9    | 10   | 11   | 12   | 13   |
| 24   | 14   | 15   | 16   | 17   | 18   | 19   | 20   |
| 25   | 21   | 22   | 23   | 24   | 25   | 26   | 27   |
| 26   | 28   | 29   | 30   |      |      |      |      |

| Juli | Juli | Juli | Juli | Juli | Juli | Juli | Juli |
| Kw   | Mo   | Di   | Mi   | Do   | Fr   | Sa   | So   |
| ---- | ---- | ---- | ---- | ---- | ---- | ---- | ---- |
| 26   |      |      |      | 1    | 2    | 3    | 4    |
| 27   | 5    | 6    | 7    | 8    | 9    | 10   | 11   |
| 28   | 12   | 13   | 14   | 15   | 16   | 17   | 18   |
| 29   | 19   | 20   | 21   | 22   | 23   | 24   | 25   |
| 30   | 26   | 27   | 28   | 29   | 30   | 31   |      |

| August | August | August | August | August | August | August | August |
| Kw     | Mo     | Di     | Mi     | Do     | Fr     | Sa     | So     |
| ------ | ------ | ------ | ------ | ------ | ------ | ------ | ------ |
| 30     |        |        |        |        |        |        | 1      |
| 31     | 2      | 3      | 4      | 5      | 6      | 7      | 8      |
| 32     | 9      | 10     | 11     | 12     | 13     | 14     | 15     |
| 33     | 16     | 17     | 18     | 19     | 20     | 21     | 22     |
| 34     | 23     | 24     | 25     | 26     | 27     | 28     | 29     |
| 35     | 30     | 31     |        |        |        |        |        |

| September | September | September | September | September | September | September | September |
| Kw        | Mo        | Di        | Mi        | Do        | Fr        | Sa        | So        |
| --------- | --------- | --------- | --------- | --------- | --------- | --------- | --------- |
| 35        |           |           | 1         | 2         | 3         | 4         | 5         |
| 36        | 6         | 7         | 8         | 9         | 10        | 11        | 12        |
| 37        | 13        | 14        | 15        | 16        | 17        | 18        | 19        |
| 38        | 20        | 21        | 22        | 23        | 24        | 25        | 26        |
| 39        | 27        | 28        | 29        | 30        |           |           |           |

| Oktober | Oktober | Oktober | Oktober | Oktober | Oktober | Oktober | Oktober |
| Kw      | Mo      | Di      | Mi      | Do      | Fr      | Sa      | So      |
| ------- | ------- | ------- | ------- | ------- | ------- | ------- | ------- |
| 39      |         |         |         |         | 1       | 2       | 3       |
| 40      | 4       | 5       | 6       | 7       | 8       | 9       | 10      |
| 41      | 11      | 12      | 13      | 14      | 15      | 16      | 17      |
| 42      | 18      | 19      | 20      | 21      | 22      | 23      | 24      |
| 43      | 25      | 26      | 27      | 28      | 29      | 30      | 31      |

| November | November | November | November | November | November | November | November |
| Kw       | Mo       | Di       | Mi       | Do       | Fr       | Sa       | So       |
| -------- | -------- | -------- | -------- | -------- | -------- | -------- | -------- |
| 44       | 1        | 2        | 3        | 4        | 5        | 6        | 7        |
| 45       | 8        | 9        | 10       | 11       | 12       | 13       | 14       |
| 46       | 15       | 16       | 17       | 18       | 19       | 20       | 21       |
| 47       | 22       | 23       | 24       | 25       | 26       | 27       | 28       |
| 48       | 29       | 30       |          |          |          |          |          |

| Dezember | Dezember | Dezember | Dezember | Dezember | Dezember | Dezember | Dezember |
| Kw       | Mo       | Di       | Mi       | Do       | Fr       | Sa       | So       |
| -------- | -------- | -------- | -------- | -------- | -------- | -------- | -------- |
| 48       |          |          | 1        | 2        | 3        | 4        | 5        |
| 49       | 6        | 7        | 8        | 9        | 10       | 11       | 12       |
| 50       | 13       | 14       | 15       | 16       | 17       | 18       | 19       |
| 51       | 20       | 21       | 22       | 23       | 24       | 25       | 26       |
| 52       | 27       | 28       | 29       | 30       | 31       |          |          |

| Januar | Januar | Januar | Januar | Januar | Januar | Januar | Januar |
| Kw     | Mo     | Di     | Mi     | Do     | Fr     | Sa     | So     |
| ------ | ------ | ------ | ------ | ------ | ------ | ------ | ------ |
| 53     |        |        |        |        | 1      | 2      | 3      |
| 1      | 4      | 5      | 6      | 7      | 8      | 9      | 10     |
| 2      | 11     | 12     | 13     | 14     | 15     | 16     | 17     |
| 3      | 18     | 19     | 20     | 21     | 22     | 23     | 24     |
| 4      | 25     | 26     | 27     | 28     | 29     | 30     | 31     |

| Februar | Februar | Februar | Februar | Februar | Februar | Februar | Februar |
| Kw      | Mo      | Di      | Mi      | Do      | Fr      | Sa      | So      |
| ------- | ------- | ------- | ------- | ------- | ------- | ------- | ------- |
| 5       | 1       | 2       | 3       | 4       | 5       | 6       | 7       |
| 6       | 8       | 9       | 10      | 11      | 12      | 13      | 14      |
| 7       | 15      | 16      | 17      | 18      | 19      | 20      | 21      |
| 8       | 22      | 23      | 24      | 25      | 26      | 27      | 28      |

| März | März | März | März | März | März | März | März |
| Kw   | Mo   | Di   | Mi   | Do   | Fr   | Sa   | So   |
| ---- | ---- | ---- | ---- | ---- | ---- | ---- | ---- |
| 9    | 1    | 2    | 3    | 4    | 5    | 6    | 7    |
| 10   | 8    | 9    | 10   | 11   | 12   | 13   | 14   |
| 11   | 15   | 16   | 17   | 18   | 19   | 20   | 21   |
| 12   | 22   | 23   | 24   | 25   | 26   | 27   | 28   |
| 13   | 29   | 30   | 31   |      |      |      |      |

| April | April | April | April | April | April | April | April |
| Kw    | Mo    | Di    | Mi    | Do    | Fr    | Sa    | So    |
| ----- | ----- | ----- | ----- | ----- | ----- | ----- | ----- |
| 13    |       |       |       | 1     | 2     | 3     | 4     |
| 14    | 5     | 6     | 7     | 8     | 9     | 10    | 11    |
| 15    | 12    | 13    | 14    | 15    | 16    | 17    | 18    |
| 16    | 19    | 20    | 21    | 22    | 23    | 24    | 25    |
| 17    | 26    | 27    | 28    | 29    | 30    |       |       |

| Mai | Mai | Mai | Mai | Mai | Mai | Mai | Mai |
| Kw  | Mo  | Di  | Mi  | Do  | Fr  | Sa  | So  |
| --- | --- | --- | --- | --- | --- | --- | --- |
| 17  |     |     |     |     |     | 1   | 2   |
| 18  | 3   | 4   | 5   | 6   | 7   | 8   | 9   |
| 19  | 10  | 11  | 12  | 13  | 14  | 15  | 16  |
| 20  | 17  | 18  | 19  | 20  | 21  | 22  | 23  |
| 21  | 24  | 25  | 26  | 27  | 28  | 29  | 30  |
| 22  | 31  |     |     |     |     |     |     |

| Juni | Juni | Juni | Juni | Juni | Juni | Juni | Juni |
| Kw   | Mo   | Di   | Mi   | Do   | Fr   | Sa   | So   |
| ---- | ---- | ---- | ---- | ---- | ---- | ---- | ---- |
| 22   |      | 1    | 2    | 3    | 4    | 5    | 6    |
| 23   | 7    | 8    | 9    | 10   | 11   | 12   | 13   |
| 24   | 14   | 15   | 16   | 17   | 18   | 19   | 20   |
| 25   | 21   | 22   | 23   | 24   | 25   | 26   | 27   |
| 26   | 28   | 29   | 30   |      |      |      |      |

| Juli | Juli | Juli | Juli | Juli | Juli | Juli | Juli |
| Kw   | Mo   | Di   | Mi   | Do   | Fr   | Sa   | So   |
| ---- | ---- | ---- | ---- | ---- | ---- | ---- | ---- |
| 26   |      |      |      | 1    | 2    | 3    | 4    |
| 27   | 5    | 6    | 7    | 8    | 9    | 10   | 11   |
| 28   | 12   | 13   | 14   | 15   | 16   | 17   | 18   |
| 29   | 19   | 20   | 21   | 22   | 23   | 24   | 25   |
| 30   | 26   | 27   | 28   | 29   | 30   | 31   |      |

| August | August | August | August | August | August | August | August |
| Kw     | Mo     | Di     | Mi     | Do     | Fr     | Sa     | So     |
| ------ | ------ | ------ | ------ | ------ | ------ | ------ | ------ |
| 30     |        |        |        |        |        |        | 1      |
| 31     | 2      | 3      | 4      | 5      | 6      | 7      | 8      |
| 32     | 9      | 10     | 11     | 12     | 13     | 14     | 15     |
| 33     | 16     | 17     | 18     | 19     | 20     | 21     | 22     |
| 34     | 23     | 24     | 25     | 26     | 27     | 28     | 29     |
| 35     | 30     | 31     |        |        |        |        |        |

| September | September | September | September | September | September | September | September |
| Kw        | Mo        | Di        | Mi        | Do        | Fr        | Sa        | So        |
| --------- | --------- | --------- | --------- | --------- | --------- | --------- | --------- |
| 35        |           |           | 1         | 2         | 3         | 4         | 5         |
| 36        | 6         | 7         | 8         | 9         | 10        | 11        | 12        |
| 37        | 13        | 14        | 15        | 16        | 17        | 18        | 19        |
| 38        | 20        | 21        | 22        | 23        | 24        | 25        | 26        |
| 39        | 27        | 28        | 29        | 30        |           |           |           |

| Oktober | Oktober | Oktober | Oktober | Oktober | Oktober | Oktober | Oktober |
| Kw      | Mo      | Di      | Mi      | Do      | Fr      | Sa      | So      |
| ------- | ------- | ------- | ------- | ------- | ------- | ------- | ------- |
| 39      |         |         |         |         | 1       | 2       | 3       |
| 40      | 4       | 5       | 6       | 7       | 8       | 9       | 10      |
| 41      | 11      | 12      | 13      | 14      | 15      | 16      | 17      |
| 42      | 18      | 19      | 20      | 21      | 22      | 23      | 24      |
| 43      | 25      | 26      | 27      | 28      | 29      | 30      | 31      |

| November | November | November | November | November | November | November | November |
| Kw       | Mo       | Di       | Mi       | Do       | Fr       | Sa       | So       |
| -------- | -------- | -------- | -------- | -------- | -------- | -------- | -------- |
| 44       | 1        | 2        | 3        | 4        | 5        | 6        | 7        |
| 45       | 8        | 9        | 10       | 11       | 12       | 13       | 14       |
| 46       | 15       | 16       | 17       | 18       | 19       | 20       | 21       |
| 47       | 22       | 23       | 24       | 25       | 26       | 27       | 28       |
| 48       | 29       | 30       |          |          |          |          |          |

| Dezember | Dezember | Dezember | Dezember | Dezember | Dezember | Dezember | Dezember |
| Kw       | Mo       | Di       | Mi       | Do       | Fr       | Sa       | So       |
| -------- | -------- | -------- | -------- | -------- | -------- | -------- | -------- |
| 48       |          |          | 1        | 2        | 3        | 4        | 5        |
| 49       | 6        | 7        | 8        | 9        | 10       | 11       | 12       |
| 50       | 13       | 14       | 15       | 16       | 17       | 18       | 19       |
| 51       | 20       | 21       | 22       | 23       | 24       | 25       | 26       |
| 52       | 27       | 28       | 29       | 30       | 31       |          |          |

## Ereignisse

### Politik und Weltgeschehen

#### Anglo-Skandinavisches Reich

Das Nordseereich (1014–1035)

Als Sven Gabelbart am 3. Februar kurz vor seiner Krönung in dem von ihm zur Hauptstadt erhobenen Gainsborough stirbt, planen seine Söhne, das von ihm geschaffene Anglo-Skandinavische Reich untereinander aufzuteilen. Sein ältester Sohn Harald II. wird auch König von Dänemark. England hingegen, das Sven nach der Vertreibung von König Æthelred in den letzten Monaten widerstandslos regiert hat, anerkennt seinen zweiten Sohn Knut nicht als Nachfolger, und der Witan ruft Æthelred aus seinem Exil in der Normandie zurück. Knut muss sich vorläufig nach Dänemark zurückziehen, wo er eine Invasionsstreitmacht zusammenzieht.

#### Königreich Schottland
- um 1014: Findláech wird Mormaer (Provinzherrscher) von Moray in Schottland.

#### Irland

Irland 1014 (skandinavische Stützpunkte in lichtgrün)

Die Armee des irischen Hochkönigs Brian Boru besiegt am 23. April die Wikinger aus Dublin und von der Isle of Man sowie ihre irischen Verbündeten in der Schlacht von Clontarf. Die Niederlage hat zwar nicht die „Vertreibung der Wikinger aus Irland“ zur Folge, wie die Überlieferung berichtet, wohl aber ist ihre politische Macht auf der Insel nun endgültig gebrochen. Brian Boru fällt jedoch ebenso wie sein Sohn Murchadh in der Schlacht. Neuer irischer Hochkönig wird der ebenfalls an der Schlacht beteiligte Máel Sechnaill MacDomnaill.

#### Ostfränkisch-deutsches Reich
- 14. Februar: Papst Benedikt VIII. krönt Heinrich II. und seine Frau Kunigunde in der Basilika St. Peter in Rom zu Kaiser und Kaiserin des Heiligen Römischen Reiches. Benedikt VIII. und die römische Bürgerschaft zogen Heinrich II. weit entgegen und bereiteten ihm noch vor Rom einen feierlichen Empfang, wobei der Papst einen mit Edelsteinen besetzten und mit einem goldenen Kreuz geschmückten Reichsapfel aus Gold überreichte, den er zuvor für diesen Anlass hat fertigen lassen. Dies ist der erste Beleg für die Verwendung eines Reichsapfels, der später ein fester Bestandteil der Reichsinsignien wird. Heinrich II. gab diesen an die Abtei Cluny weiter. Abt Odilo von Cluny hatte mit dem Hof am 25. Dezember 1013 in Pavia das Weihnachtsfest gefeiert und war auch bei der Kaiserkrönung zugegen.
- Oldřich, König von Böhmen aus dem Haus der Přemysliden, beseitigt die adelige Opposition in seinem Land. Der Säuberung fallen vor allem Angehörige der Familie Vršovci zum Opfer.

#### Frankreich
Wilhelm III. folgt seinem verstorbenen Vater Rotbald III. als Graf von Provence.

#### Iberische Halbinsel

Das Taifa-Reich Dénia

Mudschahid schließt die 1010 begonnene Eroberung des Gebiets um Dénia und der Balearen ab und festigt damit das Taifa-Königreich Dénia innerhalb des Kalifats von Córdoba.

#### Byzantinisches Reich und seine Nachbarn
- 29. Juli: Byzantinische Truppen unter Kaiser Basileios II. besiegen das westbulgarische Heer in der Schlacht von Kleidion am Fluss Struma in Makedonien, einem Höhepunkt der Jahrhunderte dauernden byzantinisch-bulgarischen Kriege. 14.000 Bulgaren werden von den siegreichen Griechen geblendet. Der bulgarische Zar Samuil erleidet beim Anblick seiner Truppen einen Schlaganfall, an dem er am 6. Oktober stirbt. Basileios II. erhält den Ehrennamen Bulgaroktónos („Bulgarentöter“). Samuils Sohn Gawril Radomir wird neuer Zar eines stark geschwächten Ersten Bulgarischen Reiches.
- Nach dem Tod von Bagrat III. wird sein Sohn Giorgi I. König von Georgien. Durch seine expansive Politik gerät er bald in Konflikt mit dem Byzantinischen Reich.

#### Kiew
Jaroslaw der Weise, Thronfolger der Kiewer Rus, verweigert seinem Vater Wladimir I., der ihm die reiche Handelsstadt Nowgorod zugesprochen hat, den Tribut, woraufhin dieser einen Feldzug gegen ihn vorbereitet.

#### Nordafrika
Hammad ibn Buluggin, Statthalter für den zentralen Maghreb, erklärt seine Unabhängigkeit von den Ziriden unter Bādīs ibn al-Mansūr ibn Buluqqīn ibn Zīrī in Ifrīqiya und bildet ein eigenes Reich der Hammadiden in Algerien. Gleichzeitig erkennt er das Abbasiden-Kalifat in Bagdad anstelle der Fatimiden in Kairo als die rechtmäßigen Kalifen an.

#### Indien
Nach dem Tod seines Vaters Rajaraja I. wird Rajendra I. Alleinregent im Chola-Reich der Tamilen.

#### Urkundliche Ersterwähnungen
- Die Orte Beichlingen und Javierrelatre werden erstmals urkundlich erwähnt.

### Religion
- Februar: Unter dem gemeinsamen Vorsitz von Papst Benedikt VIII. und dem neuen Kaiser Heinrich II. findet in Rom eine Synode statt, auf der insgesamt fünf Bischöfe abgesetzt, Verfügungen gegen die Simonie und für die Keuschheit von Klerikern erlassen und die Rückgabe von entfremdetem Kirchengut gefordert wird. Kurz darauf zieht der Kaiser wieder nach Norden, wobei er die Abtei Bobbio zum Bistum erhebt.
- 13. Oktober: Der aus Stockerau überführte Leichnam des 1012 hingerichteten und als heilig verehrten Koloman wird in der Peterskirche auf dem Melker Burgberg durch den Eichstätter Bischof Megingaud feierlich bestattet.

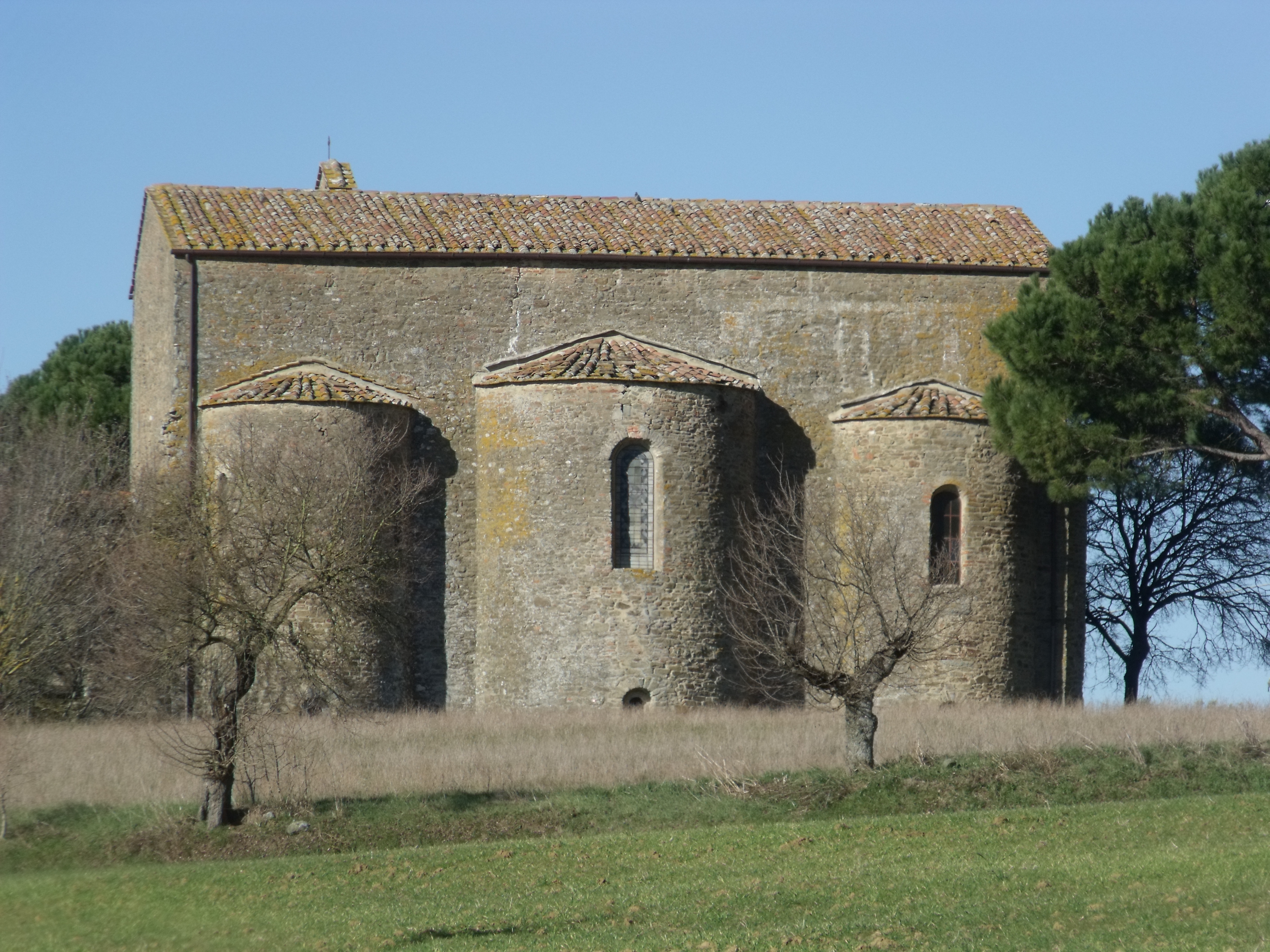
Die Abtei Farneta

- Die Abtei Farneta wird erstmals urkundlich erwähnt.
- Mit der Einsetzung von Bischof Thurgot wird das Bistum Skara, das älteste Bistum Schwedens gegründet. Der vor sechs Jahren getaufte König Olof Skötkonung hat das Bistum um die Stadt Skara gefördert.

### Katastrophen
Am 28. September ereignet sich an der Nordseeküste, in Wales und wohl auch an der amerikanischen Atlantikküste eine ungewöhnliche Sturmflut. Der nachfolgende Tsunami tötet tausende Küstenbewohner. Wissenschaftliche Studien lassen unter anderem durch den Fund einer ammoniumhaltigen Ablagerung im GISP-2-Eisbohrkern vermuten, dass es sich hierbei um einen durch einen Meteoriteneinschlag in den Nordatlantik ausgelösten Tsunami gehandelt haben dürfte. Die beteiligten Wissenschaftler verweisen dabei darauf, dass derartige Ammoniumablagerungen vor allem durch Meteoriteneinschläge erzeugt werden. 

## Geboren
- 1009 oder 1014: Adela von Frankreich, Gräfin von Flandern und Heilige († 1079)
- Abū ʿUbaid al-Bakrī, spanisch-arabischer Geograph und Historiker († 1094)
- Surchung Sherab Dragpa, tibetischer Geistlicher († 1074)
- um 1014: Cynan ap Iago, walisischer Prinz († um 1063)

## Gestorben

### Todesdatum gesichert
- 3. Februar: Sven I. („Gabelbart“), König von Dänemark (* um 960)
- 23. April: Brian Boru, irischer Hochkönig (* um 940)
- 23. April: Sigurður Hlöðvisson, Jarl auf den Orkneys (* um 960)
- 4. Juli: Hathui, Äbtissin des Klosters Gernrode (* um 939)
- 6. Oktober: Samuil, Zar des ersten bulgarischen Reiches (* 958)
- 11. November: Werner von Walbeck, Graf von Walbeck und Markgraf der Nordmark (* um 980/985)

### Genaues Todesdatum unbekannt

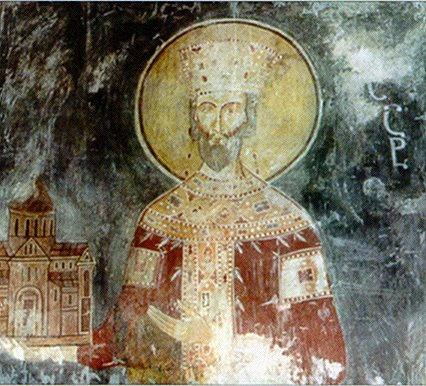
Bagrat III. (Wandmalerei im Kloster Gelati)

- Bagrat III., König von Abchasien und des vereinten Georgien (* um 963)
- Rajaraja I., König der tamilischen Dynastie der Chola
- Rotbald III., Graf der Provence

### Gestorben um 1014
- 1014/1017: Æthelsige II., Bischof von Sherborne
- 1014/1017: Beorhtwine I., Bischof von Sherborne